# Thorburn Brailsford Robertson
Thorburn Brailsford Robertson (Edimburg (Escòcia) 4 de març de 1884 - Glenelg (Austràlia Medidional) 18 de gener de 1930) va ser un fisiòleg i bioquímic australià.

## Vida
Robertson en 1892 es va traslladar de la seva Escòcia natal a Austràlia Meridional, ja que el seu pare, Thorburn Robertson, va ser nomenat enginyer de mines en una empresa ubicada a Callington. El cognom Brailsford era el de soltera de la seva mare, Sarah-Ann, filla de William Brailsford. Va ser educat en l'escola d'Escola de Misses Stantons, New Glenelg, i més tard va tenir un tutor particular fins que va ingressar a la universitat. Va ingressar la Universitat d'Adelaida el 1902, on estudià Fisiologia, amb els professors Edward Stirling i William Bragg, on va obtenir la llicenciatura el 1905. Va ser immediatament reconegut com un estudiant brillant. Com a estudiant havia donat algunes proves de la qualitat del seu pensament abstracte com deixava constància en un article sobre el "Reflex de la mort simulada a les aranyes", publicat al Journal of Physiology d'agost de 1904, o en un document notable, " Un resum d'una teoria del Gènesi ", of Protoplasmic Motion and excitation ", llegit en una reunió de la Royal Society of South Australia el 4 d'abril de 1905 i publicat en les seves Transactions and Proceedings, vol. XXIX, pàgines 1-56.
En Adelaida l'1 de juliol de 1910 es va casar amb Jane Winifred Stirling, la filla de la seva ex professor; va tenir una filla i dos fills.
Membre de l'Associació Americana per a l'Avanç de la Ciència, i de moltes altres societats importants. Va ser triat membre estranger de l'Accademia Nazionale dei Lincei, Roma, el 1926.

## Carrera professional
Robertson havia estat molt interessat en el treball de professor Jacques Loeb de la Universitat de Califòrnia, un dels bioquímics més hàbils del seu temps, i immediatament després de graduar va obtenir un lloc en el seu laboratori. Així, el 1905, es va convertir en professor ajudant al departament de fisiologia de la Universitat de Califòrnia, Berkeley, dirigit per Jacques Loeb. Va obtenir un doctorat de Berkeley el 1907 i després un Doctorat en Ciències d'Adelaide a 1908, una fita extraordinari a l'edat de 24 anys. Allí va treballar durant cinc anys, contribuint durant aquest període al voltant de 40 articles a revistes científiques líders i establint una reputació com a autoritat en proteïnes. Des del principi de la seva carrera va atacar i posteriorment va refutar moltes de les doctrines generalment acceptades.
El 1910, en quedar vacant la plaça de Loeb, qui va anar a l'Institut Rockefeller de Nova York, Robertson es va convertir en professor ajudant de bioquímica i farmacologia. El 1912 va publicar Die Physikalische Chemie der Proteine, monografia sobre la seva química física escrit en alemany, que es va traduir al rus i, ampliat i revisat, es va publicar en anglès el 1918.
Entre 1910 i 1918 va enviar regularment articles a les revistes científiques, molts d'ells preocupats pels factors que governa el creixement i la longevitat dels animals. Es va convertir en professor de bioquímica i farmacologia a la Universitat de Califòrnia a 1916 i dos anys després va rebre la càtedra de bioquímica a la Universitat de Toronto.
El 1919, la mort del seu antic mestre, Sir Edward Stirling, va provocar el seu retorn a Adelaide, on es va convertir en professor de bioquímica i fisiologia general el 1920. Allà, la seva personalitat enèrgica aviat es va fer evident a l'escola de medicina. La seva influència es va sentir en una remodelació dels primers anys del curs de medicina, i va persuadir al consell que l'ensenyament hauria de dividir-se. Robertson va fer una contribució vital a la fabricació d'insulina per a ús dels diabètics. El 1923, el mateix any de la descoberta d'insulina per investigadors de la Universitat de Toronto, Robertson havia fabricat el medicament per primera vegada a Austràlia en el Darling Building de la Universitat d'Adelaida. Robertson va produir insulina de manera més barata, ràpida i en major volum que en qualsevol altre lloc del món.
The News (Adelaide) va publicar un article el dilluns 12 de novembre de 1923, pàg. 9, titulat "INSULINA - Adelaide s'acosta - Taxa abaratida", en què parlen sobre l'augment significatiu en l'eficiència d'extracció d'insulina realitzat pel seu equip. El 1923 va aïllar una fracció de la hipòfisi anterior que va cridar tethelin, la va patentar i va caracteritzar el seu efecte sobre la taxa de creixement dels animals; però aquesta troballa no va sobreviure a la feina posterior.
També va ser pioner de la química física de les proteïnes, Robertson va dedicar gran part de la seva investigació al problema del creixement. El seu treball en el creixement dels animals resultà ser en una important contribució a la ciència i la indústria agrícola a Austràlia. El 1927 se li va acostar el Consell d'Investigació Científica i Industrial de la Commonwealth per dirigir una divisió de nutrició animal amb seu a la Universitat d'Adelaida.
Mentre estava treballant en la seva recerca al campus de Waite es contagiar de grip i després es va complicar amb una pneumònia. Després de diversos dies a l'hospital, va morir el gener de 1930.

## Publicacions
A més dels llibres ja esmentats, va publicar el 1914 L'univers i la maionesa i altres històries per a nens, i el 1931 una col·lecció d'excel·lents articles de més atractiu general que els seus articles científics es va publicar sota el títol L'esperit de la recerca. Va ser el fundador virtual i va ser editor en cap de l'Australian Journal of Experimental Biology and Medical Science des del seu inici fins a la seva mort. El seu novè volum publicat el 1932, "The Robertson Memorial Volume", està compost per documents científics aportats per antics col·legues i alumnes, amb una breu memòria de Hedley R. Marston, i una bibliografia de la seva feina que enumera 174 dels seus articles, i altres 26 dels quals va ser autor parcial.
La primera col·lecció de reimpressions i documents van ser presentada a la Universitat d'Adelaida al novembre de 1975 per la Sra. E.L. Robertson i llistat per Gavan McCarthy, Projecte d'Arxius Científics d'Austràlia, 15 de maig de 1985. L'article i el material d'investigació sobre Tethelin i insulina van ser presentats pel Dr. David Robertson i el Dr. John Tregenza el 1989, i també es van agregar reimpressions addicionals el 1989. La resta es va comprar a la família Robertson el 2011 amb la Col·lecció Robertson de llibres de la venda de béns subhasta. Els documents es van tornar a publicar a 2013.